# رابرت نیل
رابرت نیل (انگلیسی: Robert Neil; ۱ ژانویهٔ ۱۸۷۵ – ۱ ژانویهٔ ۱۹۱۳) بازیکن فوتبال اهل پادشاهی متحد بریتانیای کبیر و ایرلند بود.
از باشگاه‌هایی که در آن بازی کرده‌است می‌توان به باشگاه فوتبال هیبرنین و باشگاه فوتبال لیورپول اشاره کرد.